# James McDivitt
James Alton McDivitt (Chicago, 10 giugno 1929 – Tucson, 13 ottobre 2022) è stato un astronauta statunitense.
Sia per il Programma Gemini che per il Programma Apollo, fu comandante di uno dei primi voli con le nuove capsule spaziali relative.

## Inizio della carriera
James McDivitt nacque il 10 giugno 1929 a Chicago, Illinois. Frequentò le scuole di Kalamazoo, Michigan e Jackson, Michigan.
A gennaio del 1951 si arruolò presso l'aeronautica militare americana e venne istruito quale pilota di aerei da combattimento presso la Williams Air Force Base in Arizona. Durante la guerra di Corea volò in 145 missioni di combattimento pilotando aerei del tipo F-80 ed F-86. nel settembre del 1953 fece ritorno negli Stati Uniti d'America prestando servizio in Florida, Maine e nel New Jersey.
A partire dal giugno del 1957 inizio lo studio accademico presso l'Università del Michigan che terminò solo due anni dopo ottenendo il miglior risultato dell'anno nel suo campo di tecnica di volo e tecnica spaziale. Dal 1959 prestò nuovamente servizio quale pilota per voli d'esercitazione presso la base aerea di Edwards in California.

## Gemini
McDivitt si candidò alla NASA ed il 17 settembre 1962 venne presentato al pubblico con il secondo gruppo di astronauti scelti. Dal 1963 si specializzò nel campo di pilotaggio e navigazione di veicoli spaziali.
Il 27 luglio 1964 McDivitt venne scelto come comandante per la missione di Gemini 4, il secondo volo con equipaggio dell'omonimo programma. Non destò poche perplessità che la scelta cadde sul novellino McDivitt, che venne preferito ai veterani del programma Mercury Walter Schirra e Gordon Cooper.
Nell'ottobre 1964 fu il primo astronauta a testare la nuova tuta spaziale elaborata per le missioni Gemini.
Il volo di Gemini 4 durò dal 3 giugno al 7 giugno 1965 e fu il primo volo del programma Gemini ad estendersi per più giorni. Durante questa missione il secondo membro dell'equipaggio, Edward H. White, fu il primo americano a svolgere un'attività extraveicolare compiendo la prima passeggiata nello spazio di un americano.
Durante il volo di Gemini 5 nell'agosto del 1965 McDivitt collaborò come uno dei quattro radiofonisti di contatto con la capsula - (Capcom).

## Apollo
Nel dicembre del 1965 McDivitt venne nominato comandante dell'equipaggio di riserva per il primo volo con equipaggio del programma Apollo. Un anno dopo, nel dicembre del 1966, ancora prima della catastrofe dell'Apollo 1, la NASA modificò i suoi piani togliendo l'equipaggio completo (composto oltre a McDivitt da Russell Schweickart e David Scott) da questa missione, nominandolo contemporaneamente come equipaggio principale per la seconda missione del programma. La decisione non venne comunque resa nota al pubblica prima del 20 novembre 1967. In un primo momento infatti, tale volo venne programmato quale Apollo 8. Terminata con un successo la missione di Apollo 7 la NASA decise di inserire una missione di volo intorno alla Luna nel programma e pertanto la missione di McDivitts divenne Apollo 9.
Questa missione, che si svolse dal 3 marzo al 13 marzo 1969 ebbe come obbiettivo di testare la capsula Apollo insieme con il modulo lunare nell'orbita terrestre. Durante questa missione McDivitt e Schweickart furono i primi uomini a passare da un veicolo spaziale verso un altro mediante un apposito tunnel di collegamento.
Terminato con successo tale volo nello spazio, McDivitt assunse funzioni di coordinamento all'interno della NASA. Divenne presto direttore della squadra incaricata per il programma di esplorazione della Luna, nonché direttore del programma delle missioni Apollo 12 fino 16.

## Dopo la NASA

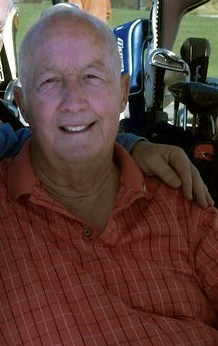
Jim McDivitt nel febbraio 2009

McDivitt lasciò la NASA il 1º gennaio 1972 e si congedò dall'aeronautica militare americana il 1º giugno dello stesso anno. In seguito divenne vicepresidente per Corporate Affairs della Consumers Power Company. A marzo del 1975 divenne vicepresidente e contemporaneamente direttore della Pullman Inc. Ad ottobre dello stesso anno divenne presidente della Pullman Standard Division (Railcar Division) collaborando nel ruolo di direttore dei reparti leasing, tecnologia e costruzione. A gennaio del 1981 venne eletto come vicepresidente-senior per compiti di governo e questioni internazionali della Rockwell International Corporation a Washington, D.C.
McDivitt si è sposato due volte. Ha avuto quattro figli con la prima moglie e diventò patrigno di altri due figli nati da un precedente matrimonio della seconda moglie.